# Victor Stînă
Victor Stînă (ur. 20 marca 1998 w Cimișlii) – mołdawsko-rumuński piłkarz, występujący na pozycji pomocnika w greckim klubie MGS Panserraikos oraz w reprezentacji Mołdawii.

## Statystyki

### Klubowe
Na podstawie:
| Klub                      | Sezonów | Liga                 | Liga  | Liga   | Puchar krajowy | Puchar krajowy | Kontynentalne | Kontynentalne | Suma  | Suma   |
| Klub                      | Sezonów | Liga                 | Mecze | Bramki | Mecze          | Bramki         | Mecze         | Bramki        | Mecze | Bramki |
| ------------------------- | ------- | -------------------- | ----- | ------ | -------------- | -------------- | ------------- | ------------- | ----- | ------ |
| Zimbru Kiszyniów          | 3       | Divizia Națională    | 51    | 6      | 0              | 0              | –             | –             | 51    | 6      |
| Astra Giurgiu             | ?       | ?                    | ?     | ?      | ?              | ?              | ?             | ?             | ?     | ?      |
| Milsami Orgiejów          | 1       | Divizia Națională    | 21    | 3      | 1              | 0              | 2             | 0             | 24    | 3      |
| Sfîntul Gheorghe Suruceni | 2       | Divizia Națională    | 50    | 15     | 6              | 1              | 2             | 0             | 58    | 16     |
| MGS Panserraikos          | 2       | Superleague Ellada 2 | 35    | 5      | 5              | 0              | –             | –             | 41    | 5      |
| MGS Panserraikos          | 1       | Superleague Ellada   | 1     | 0      | 5              | 0              | –             | –             | 41    | 5      |
|                           | Łącznie | Łącznie              | 158   | 29     | 1              | 0              | 4             | 0             | 99    | 4      |

### Reprezentacyjne
Na podstawie:
| Występy i gole w reprezentacji | Występy i gole w reprezentacji | Występy i gole w reprezentacji | Występy i gole w reprezentacji | Występy i gole w reprezentacji | Występy i gole w reprezentacji | Występy i gole w reprezentacji | Występy i gole w reprezentacji | Występy i gole w reprezentacji |
| Lp.                            | Data                           | Miasto                         | Przeciwnik                     | Wynik                          | Czas                           | Gole                           | Inne                           | Rozgrywki                      |
| ------------------------------ | ------------------------------ | ------------------------------ | ------------------------------ | ------------------------------ | ------------------------------ | ------------------------------ | ------------------------------ | ------------------------------ |
| 1.                             | 03.06.2022                     | Vaduz                          | Liechtenstein                  | 2:0 (1:0)                      | 85'–90'                        |                                |                                | Liga Narodów UEFA              |
| 2.                             | 06.06.2022                     | Andora                         | Andora                         | 0:0 (0:0)                      | 1'–44'                         |                                | 44'                            | Liga Narodów UEFA              |
| 3.                             | 25.09.2022                     | Kiszyniów                      | Liechtenstein                  | 2:0 (0:0)                      | 76'–90'                        | 2                              |                                | Liga Narodów UEFA              |
| 4.                             | 16.11.2022                     | Kiszyniów                      | Azerbejdżan                    | 1:2 (0:2)                      | 66'–90'                        |                                |                                | mecz towarzyski                |
| 5.                             | 20.11.2022                     | Kiszyniów                      | Rumunia                        | 0:5 (0:2)                      | 75'–90'                        |                                |                                | mecz towarzyski                |
| 6.                             | 24.03.2023                     | Kiszyniów                      | Wyspy Owcze                    | 1:1 (0:1)                      | 73'–90'                        |                                |                                | Eliminacje EURO 2024           |
| 7.                             | 27.03.2023                     | Kiszyniów                      | Czechy                         | 0:0 (0:0)                      | 82'–90'                        |                                | 90'                            | Eliminacje EURO 2024           |
| 8.                             | 17.06.2023                     | Tirana                         | Albania                        | 0:2 (0:0)                      | 55'–90'                        |                                |                                | Eliminacje EURO 2024           |
| 9.                             | 07.09.2023                     | Linz                           | Austria                        | 1:1 (1:0)                      | 77'–90'                        |                                |                                | mecz towarzyski                |
| 10.                            | 10.09.2023                     | Thorshavn                      | Wyspy Owcze                    | 1:0 (0:0)                      | 1'–46'                         |                                |                                | Eliminacje EURO 2024           |
| 11.                            | 17.11.2023                     | Kiszyniów                      | Albania                        | 1:1 (0:1)                      | 76'–90'                        |                                | asysta                         | Eliminacje EURO 2024           |
| 12.                            | 20.11.2023                     | Ołomuniec                      | Czechy                         | 0:3 (0:1)                      | 78'–59'                        |                                | 90'                            | Eliminacje EURO 2024           |

## Sukcesy
Na podstawie:

### Klubowe
Z Milsami:
- Superpuchar Mołdawii 2018/19
- Puchar Mołdawii 2016/17

Z Sfîntul Gheorghe:
- Superpuchar Mołdawii 2020/21
- Puchar Mołdawii 2020/21